# 艾薩克·萊昂·特雷內爾
喬治·懷特（法語：Isaac Léon Trenel，1822年12月27日—1890年8月22日）出生於法國大東部大區摩泽尔省的梅斯，是一位已故法國猶太教的拉比。

## 生平
他從1839年進入法國猶太神學院接受完整的猶太教拉比訓練，於1846年畢業後先在貝桑松擔任拉比，之後前往巴黎擔任首席拉比拉扎爾·伊西多爾的助理，1854年法國猶太神學院的院長去世之後，他被任命為新任院長，時年僅有34歲。

## 受獎
- 1875年  法國榮譽軍團勳章